# Loon-Plage
Loon-Plage – miejscowość i gmina we Francji, w regionie Hauts-de-France, w departamencie Nord.
Według danych na rok 1990 gminę zamieszkiwało 6435 osób, a gęstość zaludnienia wynosiła 180 osób/km² (wśród 1549 gmin regionu Nord-Pas-de-Calais Loon-Plage plasuje się na 136. miejscu pod względem liczby ludności, natomiast pod względem powierzchni na miejscu 7.).